# جوری سیسوتی
جوری سیسوتی (انگلیسی: Juri Cisotti؛ زادهٔ ۵ مهٔ ۱۹۹۳) بازیکن فوتبال اهل ایتالیا است.
از باشگاه‌هایی که در آن بازی کرده‌است می‌توان به باشگاه فوتبال رییکا، باشگاه فوتبال اسپتزیا، باشگاه فوتبال کیه‌وو ورونا، باشگاه فوتبال لاتینا، باشگاه فوتبال تریستیانا، و باشگاه فوتبال ویچنزا اشاره کرد.